# Heinrich Maria Hunger
Heinrich Maria Hunger (* 10. Jänner 1907 in St. Valentin; † 1994 in Wien) war ein österreichischer Maler.

## Leben
Hunger wuchs auf in Krems an der Donau und war seit 1953 in Wien, Dornbach-Neuwaldegg ansässig. Nach einer handwerklichen Berufsausbildung besuchte er die Akademie der bildenden Künste Wien, Meisterklasse Professor Josef Dobrowsky. Er betätigte sich auf dem Gebiet der Landschaftsmalerei im Stil des romantischen Naturalismus. Seine Liebe zur Pastellmalerei erkannte er bei einem französischen Maler in Toulon während des Zweiten Weltkrieges im Jahre 1943. 
Von Hunger stammen hunderte Gemälde schöner Landschaften in der Wachau, dem Waldviertel, dem Burgenland und anderen Bundesländern. Hunger beschäftigte sich aber auch mit zeitgenössischen Strömungen.  Bei seinen zahlreichen Kunstreisen in das europäische Ausland und nach Marokko schaffte er weitere Werke. Hunger hatte zahlreiche Ausstellungen seiner Werke in Österreich. 
Seine Bilder wurden unter anderem angekauft vom Niederösterreichischen Landesmuseum, Kulturamt der Stadt Wien, Österreichische Tabakwerke, Österreichische Staatsdruckerei, Bundesministerium für Unterricht und Kunst, Pensionsversicherung der Angestellten. Er war Mitglied der Berufsvereinigung der Bildenden Künstler Österreichs. Er wurde am Dornbacher Friedhof bestattet.

## Ehrungen
- 1985  „Künstlerischer Weisenrat“.
- Goldmedaille für künstlerische Leistungen von der Academia Italia.
- 1980 Verleihung des Berufstitels „Professor“ durch das Bundesministerium für Unterricht und Kunst.
- 1992 österreichisches Ehrenkreuz für Wissenschaft und Kunst.